# Ataque Noturno em Târgoviște
O Ataque Noturno em Târgoviște (em romeno: Atacul de noapte de la Târgoviște) foi uma batalha travada entre as forças do Príncipe Vlad III da Valáquia e o Sultão Maomé II do Império Otomano na quinta-feira, 17 de junho de 1462. A batalha começou depois que Maomé II, que já tinha relações tensas com Vlad, descobriu sua aliança com o rei húngaro Matias Corvino e ordenou que suas forças o emboscassem. Vlad frustrou o ataque e invadiu a Bulgária. Em resposta, Maomé reuniu um grande exército com o objetivo de conquistar a Valáquia. Os dois líderes travaram uma série de escaramuças, sendo a mais notável o conflito em que Vlad atacou o acampamento turco à noite na tentativa de matar Maomé. A tentativa de assassinato falhou e Maomé marchou para a capital da Valáquia, Târgoviște, onde encontrou alguns homens com canhões. Depois de deixar a capital, Maomé descobriu 23.844 turcos empalados que Vlad havia matado durante sua invasão à Bulgária. O número é mencionado pelo próprio Vlad em uma carta a Matias Corvino. O sultão e suas tropas então navegaram para Brăila e a incendiaram antes de recuar para Adrianópolis. As forças de Maomé retornaram para casa com muitos escravos, cavalos e gado capturados.

## Antecedentes
Após a queda de Constantinopla para o Império Otomano em 1453, Maomé voltou sua atenção para outras campanhas. Na Anatólia, o Império Grego de Trebizonda ainda resistia aos Otomanos, e a Leste os Turcomanos Ovelhas Brancas de Uzun Hasan, juntamente com outros estados menores, ameaçavam os Otomanos. No Ocidente, Skanderbeg, na Albânia, continuou a incomodar o sultão, enquanto a Bósnia às vezes relutava em pagar a jizya. A Valáquia controlava a margem esquerda do Danúbio, e Maomé queria ter controle sobre o rio, já que ataques navais poderiam ser lançados contra seu império desde o Sacro Império Romano. Em 26 de setembro de 1459, o Papa Pio II convocou uma nova cruzada contra os otomanos e em 14 de janeiro de 1460, no Congresso de Mântua, o Papa proclamou a cruzada oficial que duraria três anos. O seu plano, contudo, falhou e o único líder europeu que demonstrou entusiasmo pela cruzada foi Vlad Țepeș, a quem o Papa tinha em alta conta.  Devido à falta de entusiasmo demonstrada pelos europeus pela cruzada, Maomé aproveitou a oportunidade para assumir uma posição ofensiva. Mais tarde, naquele mesmo ano (1460), ele capturou a última cidade sérvia independente, Smederevo, e em 1461, convenceu o déspota grego de Moreia a desistir de sua fortaleza; logo depois, sua capital, Mistra, e Corinto seguiram o exemplo e se renderam sem luta. 
O único aliado de Vlad Țepeș, Mihály Szilágyi, foi capturado em 1460 pelos turcos enquanto atravessava a Bulgária. Os homens de Szilágyi foram torturados até a morte, enquanto Szilágyi foi serrado ao meio.  Mais tarde naquele ano, Maomé enviou emissários a Vlad para instá-lo a pagar a jizya atrasada. Vlad Țepeș provocou Maomé ao mandar matar os enviados e, numa carta datada de 10 de setembro de 1460, dirigida aos saxões da Transilvânia de Kronstadt (hoje: Brașov), alertou-os sobre os planos de invasão de Maomé e pediu o seu apoio.  Vlad Țepeș não pagava a jizya anual de 10.000 ducados desde 1459. Além disso, Maomé pediu-lhe 1.000 meninos que seriam treinados como janízaros. Vlad Țepeș recusou a exigência, e os turcos cruzaram o Danúbio e começaram a fazer seu próprio recrutamento, ao que Vlad reagiu capturando os turcos e empalando-os.  O conflito continuou até 1461, quando Maomé pediu ao príncipe que fosse a Constantinopla e negociasse com ele.

No final de novembro de 1461, Vlad Țepeș escreveu a Maomé que não tinha condições de pagar a jizya, pois sua guerra contra os saxões da Transilvânia havia esvaziado seus recursos, e que ele não poderia deixar a Valáquia e correr o risco de o rei húngaro assumir seus domínios. Ele também prometeu enviar ao sultão bastante ouro quando ele pudesse e que iria a Constantinopla se o sultão lhe enviasse um paxá para governar a Valáquia em sua ausência.  Enquanto isso, o sultão recebeu relatórios de inteligência que revelavam a aliança de Vlad com o rei húngaro, Matias Corvino. Ele enviou o bei de Nicópolis, Hamza Paxá, para organizar uma reunião diplomática com Vlad em Giurgiu, mas com ordens de emboscá-lo lá; e depois, levá-lo para Constantinopla.  Vlad foi avisado sobre a emboscada e planejou armar sua própria emboscada. Hamza trouxe consigo 1.000 cavaleiros e, ao passar por uma passagem estreita ao norte de Giurgiu, Vlad lançou um ataque surpresa. Os valáquios cercaram os turcos e dispararam com seus artilheiros até que toda a força da expedição foi morta. Os historiadores atribuem a Vlad Țepeș o título de um dos primeiros cruzados europeus a usar pólvora de uma "forma artística mortal".  Em uma carta a Corvinus, datada de 11 de fevereiro de 1462, ele escreveu que Hamza Pasha foi capturado perto da antiga fortaleza valáquia de Giurgiu. Ele então se disfarçou de turco e avançou com sua cavalaria em direção à fortaleza, onde ordenou aos guardas em turco que abrissem os portões.  Eles fizeram isso e Vlad Țepeș atacou e destruiu a fortaleza.  Em seu próximo movimento, ele iniciou uma campanha e massacrou soldados inimigos e a população que poderia simpatizar com os turcos; primeiro no sul da Valáquia, depois na Bulgária, cruzando o Danúbio congelado. Enquanto estava na Bulgária, ele dividiu seu exército em vários grupos menores e percorreu "cerca de 800 quilômetros em duas semanas", matando mais de 23.000 turcos. Numa carta a Corvinus, datada de 11 de Fevereiro de 1462, ele declarou: 
Matei camponeses, homens e mulheres, velhos e jovens, que viviam em Oblucitza e Novoselo, onde o Danúbio deságua no mar, até Rahova, que fica perto de Chilia, desde o baixo Danúbio até lugares como Samovit e Ghighen. Matamos 23.884 turcos sem contar aqueles que queimamos em casas ou os turcos cujas cabeças foram cortadas pelos nossos soldados... Portanto, alteza, você deve saber que rompi a paz com ele 

 – Sultão Maomé II.
Os búlgaros cristãos foram poupados e muitos deles se estabeleceram na Valáquia.  Seus números exatos foram contados da seguinte forma: em Giurgiu houve 6.414 vítimas; na Eni Sala, 1.350; em Durostor 6.840; em Orsova, 343; em Hârsova, 840; em Marotin, 210; em Turtucaia, 630; em Turnu, Batin e Novograd, 384; em Sistov, 410; em Nicópolis e Ghighen, 1.138; em Rahova, 1.460. Ao saber da devastação, Maomé — que estava ocupado sitiando uma fortaleza em Corinto — enviou seu grão-vizir, Mahmud, com um exército de 18.000 homens para destruir o porto valáquio de Brăila. Vlad Țepeș voltou atrás e derrotou o exército, e de acordo com a Historia Turchesca de Giovanni Maria Angiolello, às vezes atribuída ao cronista italiano Donado da Lezze, apenas 8.000 turcos sobreviveram.  A campanha de Vlad Țepeș foi celebrada entre as cidades saxônicas da Transilvânia, os estados italianos e o Papa. Um enviado veneziano, ao ouvir as notícias na corte de Corvinus em 4 de março, expressou grande alegria e disse que todo o cristianismo deveria celebrar a campanha bem-sucedida de Vlad Țepeș.  Um peregrino inglês à Terra Santa, William Wey, passando pela ilha de Rodes a caminho de casa, escreveu que "os militares de Rodes, ao ouvirem sobre a campanha de Vlad Țepeș, fizeram cantar o Te Deum em louvor e honra a Deus que havia concedido tais vitórias... O senhor prefeito de Rodes convocou seus irmãos soldados e toda a cidadania festejou com frutas e vinho". Os genoveses de Caffa agradeceram a Vlad Țepeș, pois sua campanha os salvou de um ataque de cerca de 300 navios que o sultão planejava enviar contra eles.  Muitos turcos ficaram com medo de Vlad e deixaram o lado europeu de seu império e se mudaram para a Anatólia. Maomé, ao ouvir sobre os eventos, abandonou seu cerco em Corinto e decidiu ir contra o próprio Vlad Țepeș.

## Preparativos para a guerra

### Turcos

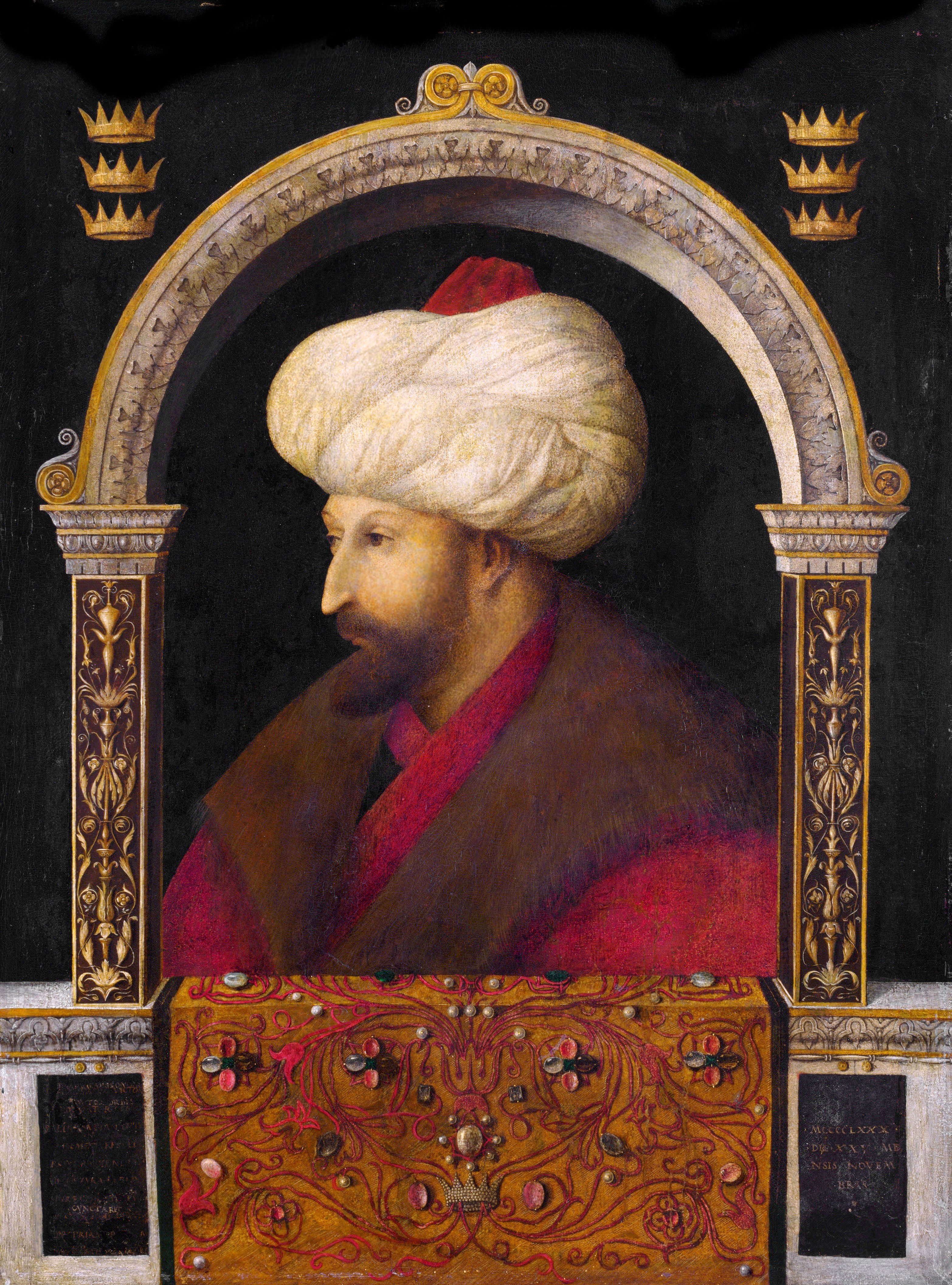
Maomé II, quadro de Gentile Bellini

Maomé enviou mensageiros em todas as direções para reunir um exército, "que em números e armamentos deve ter sido igual ao que ele havia empregado no cerco de Constantinopla".  Em 26 de abril ou 17 de maio de 1462, o sultão mudou-se com seu exército de Constantinopla com o objetivo de conquistar a Valáquia.  O próprio sultão escreveu numa carta endereçada a um dos seus grão-vizires, que levou consigo 150.000 homens.  O historiador grego Laonikos Chalkokondyles escreveu sobre o exército de Maomé como "enorme, perdendo apenas em tamanho para aquele que este sultão liderou contra Constantinopla".  Ele estimou a força em 250.000, enquanto o historiador turco Tursun Bey mencionou 300.000.  Os mesmos números foram apresentados por uma crônica italiana anônima encontrada em Verona, que se acredita ter sido escrita por um certo comerciante chamado Cristoforo Schiappa. Uma carta de Leonardo Tocco a Francesco I Sforza, duque de Milão, escreveu que Maomé havia recrutado 400.000 homens da Rumélia e da Anatólia, sendo 40.000 construtores de pontes armados com machados.  Uma estimativa menor do tamanho das forças turcas foi feita pelo enviado veneziano em Buda, Tommasi, que mencionou uma força regular de 60.000 e cerca de 30.000 irregulares.  Eles consistiam nos janízaros (as tropas de escravos de elite); soldados de infantaria; sipâhis (a cavalaria feudal); saiales (as unidades de sacrifício compostas por escravos que ganhariam sua liberdade se sobrevivessem); akinji (os arqueiros); silahdârs (os guardiões das armas do sultão que também protegiam os flancos); azabs (os lanceiros); beshlis (que manuseavam as armas de fogo) e os guarda-costas pessoais do sultão. O meio-irmão de Vlad, Radu, o Belo, que serviu voluntariamente ao sultão, comandava 4.000 cavaleiros. Além disso, os turcos trouxeram consigo 120 canhões, engenheiros e trabalhadores que construiriam estradas e pontes, sacerdotes do islamismo ( ulemás) e muezins, que convocavam as tropas para a oração, astrólogos que consultavam Maomé e o ajudavam a tomar decisões militares; e mulheres "reservadas para os prazeres noturnos dos homens".  Chalkokondyles relatou que os armadores do Danúbio receberam 300.000 peças de ouro para transportar o exército. Além disso, os otomanos usavam sua própria frota, composta por 25 trirremes e 150 embarcações menores. 

### Valáquios

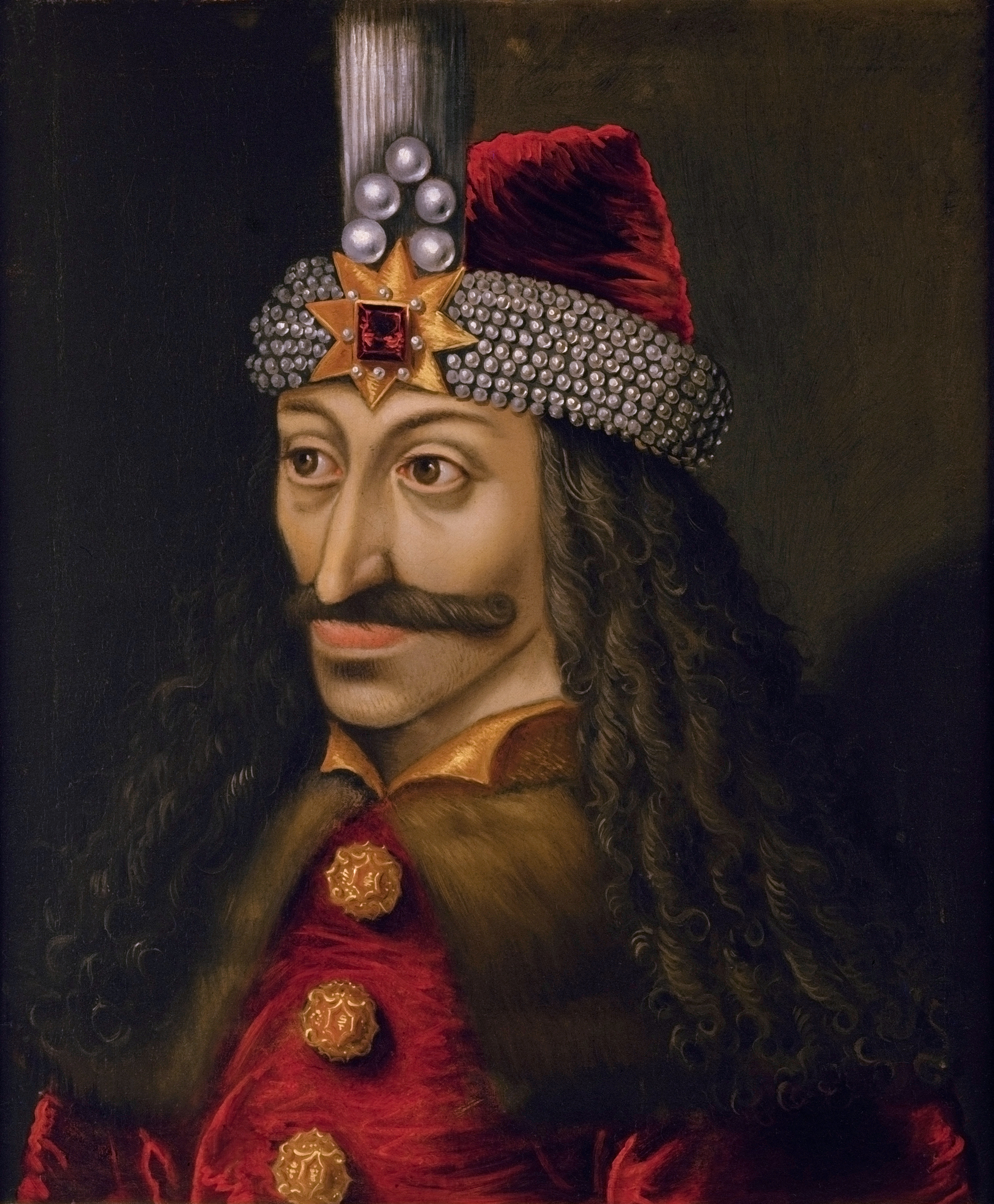
Retrato de Vlad no Schloss Ambras, Innsbruck

Vlad Țepeș pediu ajuda ao rei húngaro. Ele não recebeu apoio, apesar das promessas feitas por Corvinus e, em vez disso, pediu uma mobilização que incluísse "não apenas homens em idade militar, mas também mulheres e crianças a partir dos doze anos; e incluía contingentes de escravos ciganos". Várias fontes mencionam a força de seu exército entre 22.000 e 30.900, com o número mais popular aceito definido em 30.000.  A carta de Leonardo Tocco que colocava o exército turco numa força exagerada de 400.000, exagerou também a força da Valáquia que foi estimada em 200.000.  A maioria do exército era composta por camponeses e pastores, enquanto os boiardos a cavalo — que eram poucos em número — estavam armados com lanças, espadas e punhais e usavam cota de malha como armadura. A guarda pessoal de Vlad era composta por mercenários de vários países e alguns ciganos. Antes da batalha, acredita-se que Vlad disse aos seus homens que "seria melhor que aqueles que pensam na morte não me seguissem". 

## A batalha
Os turcos primeiro tentaram desembarcar em Vidin, mas foram repelidos por um ataque de arco e flecha. Em 4 de junho, um contingente de janízaros desembarcou à noite em Turnu Severin, onde 300 deles morreram em ataques valáquios. O janízaro de origem sérvia, Konstantin Mihailović, relatou o seu encontro com Vlad Țepeș: 
Quando a noite começou a cair, subimos em nossos barcos e flutuamos pelo Danúbio e atravessamos para o outro lado, vários quilômetros abaixo do local onde o exército de Vlad estava estacionado. Lá cavamos trincheiras para nós mesmos, para que a cavalaria não pudesse nos prejudicar. Depois disso, voltamos para o outro lado e transportamos outros janízaros através do Danúbio, e quando toda a infantaria cruzou, nos preparamos e partimos gradualmente contra o exército de Vlad, junto com a artilharia e outros equipamentos que havíamos trazido com nós. Tendo parado, montamos o canhão, mas não a tempo de impedir a morte de trezentos janízaros ... Vendo que nosso lado estava muito enfraquecido, nos defendemos com os 120 canhões que havíamos trazido e disparados com tanta frequência que nós repeliu o exército do príncipe e fortaleceu enormemente nossa posição... Vlad, vendo que não poderia impedir a travessia, retirou-se. Depois disso, o imperador atravessou o Danúbio com todo o seu exército e nos deu 30.000 moedas para serem distribuídas entre nós.
O exército otomano conseguiu avançar quando Vlad Țepeș instituiu uma política de terra arrasada, envenenou as águas e também criou pântanos desviando as águas de pequenos rios. As armadilhas eram criadas cavando buracos e depois cobertas com madeira e folhas. A população e os animais foram evacuados para as montanhas e, à medida que Maomé avançava por sete dias, seu exército sofria de fadiga, pois "não encontrou nenhum homem, nem nenhum animal significativo, e nada para comer ou beber".  Vlad adotou táticas de guerrilha enquanto sua cavalaria fazia vários ataques de ataque e fuga. Ele também enviaria pessoas doentes, portadoras de doenças letais, como lepra, tuberculose — e em números mais significativos — aquelas que sofriam de peste bubônica, para se misturarem com os turcos e infectá-los. A peste bubônica conseguiu se espalhar no exército otomano. A frota otomana lançou alguns ataques menores contra Brăila e Chilia, mas sem conseguir causar muitos danos, pois Vlad Țepeș havia destruído a maioria dos portos da Bulgária. Chalkokondyles escreve que o sultão conseguiu capturar um soldado valáquio e, a princípio, tentou suborná-lo para obter informações; quando isso não funcionou, ele o ameaçou com tortura, sem sucesso. Diz-se que Maomé elogiou o soldado dizendo: "se seu mestre tivesse muitos soldados como você, em pouco tempo ele poderia conquistar o mundo!" 
Os turcos continuaram seu avanço em direção a Târgoviște, depois de não conseguirem capturar a fortaleza de Bucareste e a ilha fortificada de Snagov. Em 17 de junho, quando os turcos acamparam ao sul da capital, Vlad Țepeș lançou seu ataque noturno com 24.000, ou possivelmente com apenas 7.000 a 10.000 cavaleiros. Chalkokondyles reconta a história de que, antes de fazer seu ataque, Vlad entrou livremente no acampamento turco disfarçado de turco e vagou para encontrar a localização da tenda do sultão e aprender sobre sua organização.  A crônica italiana anônima de Verona menciona que Maomé não permitiu que seus soldados saíssem de suas tendas durante a noite, para não causar pânico em caso de um ataque.  A crônica continua explicando que Vlad Țepeș, ciente da estratégia de Maomé, decidiu atacar à noite, sabendo como proceder em sua ofensiva quando os soldados inimigos teriam que permanecer em suas tendas.  A escaramuça duraria de "três horas após o pôr do sol até as quatro da manhã seguinte"  e causaria grande confusão no acampamento otomano. Os valáquios fizeram barulho com suas cornetas e iluminaram a batalha com suas tochas; e naquela noite, eles lançaram não um, mas vários ataques.  Os documentos divergem quanto ao resultado exato da escaramuça: algumas fontes dizem que os valáquios massacraram um grande número de turcos, enquanto outras dizem que as perdas otomanas foram mínimas. No entanto, muitos cavalos e camelos foram mortos. Algumas crônicas culpam um boiardo da Valáquia chamado Galeș, que supostamente liderou um ataque simultâneo aos turcos com um segundo exército, por não ser corajoso o suficiente para causar a devastação esperada no inimigo.   O próprio Vlad Țepeș mirou na tenda do sultão, enquanto derrotava a cavalaria asiática, mas erroneamente foi em direção à tenda dos dois grão-vizires Ishak Paxá e Mahmud Paxá.

Um ponto de vista valáquio dos eventos foi registrado pelo legado papal, Niccolò Modrussa, anos depois, na corte de Buda, quando Vlad estava sendo preso por Corvino. Diz-se que foi contado por um veterano da Valáquia: 
O sultão o sitiou e o descobriu em uma certa montanha onde o Valáquio era sustentado pela força natural do lugar. Lá Vlad se escondeu junto com 24.000 de seus homens que o seguiram voluntariamente. Quando Vlad percebeu que ou morreria de fome ou cairia nas mãos do cruel inimigo, e considerando ambas as eventualidades indignas de homens corajosos, ele ousou cometer um ato digno de ser lembrado: reunir seus homens e explicar-lhes a situação. , ele os convenceu facilmente a entrar no campo inimigo. Ele dividiu os homens para que ou morressem bravamente na batalha, com glória e honra, ou então, caso o destino lhes fosse favorável, eles deveriam se vingar do inimigo de forma excepcional. Assim, valendo-se de alguns prisioneiros turcos, que haviam sido apanhados ao anoitecer quando perambulavam imprudentemente, ao anoitecer Vlad penetrou no acampamento turco com parte de suas tropas, subindo as fortificações. E durante toda a noite ele correu como um raio em todas as direções e causou grande matança, tanto que o outro comandante a quem ele havia confiado suas forças restantes foi igualmente corajoso, ou se os turcos não obedeceram totalmente às repetidas ordens do Se o sultão não abandonasse suas guarnições, os valáquios sem dúvida teriam obtido a maior e mais brilhante vitória. Mas o outro comandante (um boiardo chamado Galeș) não se atreveu a atacar o acampamento do outro lado como havia sido acordado... Vlad realizou um massacre incrível sem perder muitos homens em um encontro tão importante, embora muitos tenham ficado feridos. Ele abandonou o acampamento inimigo antes do amanhecer e voltou para a mesma montanha de onde viera. Ninguém ousou persegui-lo, pois ele causara tanto terror e tumulto. Ao questionar aqueles que participaram nesta batalha, descobri que o sultão perdeu toda a confiança na situação. Durante aquela noite, o sultão abandonou o acampamento e fugiu de forma vergonhosa. E ele teria continuado assim, se não tivesse sido repreendido pelos amigos e trazido de volta, quase contra a sua vontade.
Os janízaros, sob o comando de Mihaloğlu Ali Bey, [a] perseguiram os valáquios e mataram 1.000–2.000 deles. De acordo com a crônica do bailo veneziano na Porte, Domenico Balbi, o total de vítimas do conflito é estimado em 5.000 para o lado valáquio e 15.000 para os otomanos.  Embora o moral do sultão e de seu exército estivesse baixo, Maomé decidiu sitiar a capital, mas a encontrou deserta e com os portões escancarados. O exército turco entrou na capital e durante meia hora marchou pela estrada que era ladeada por cerca de 20.000 otomanos empalados.  Lá, encontraram o cadáver podre de Hamza Pasha empalado na estaca mais alta, para simbolizar sua "alta posição".   Outras fontes dizem que a cidade foi defendida pelos soldados, enquanto os corpos empalados ficaram fora dos muros da cidade por uma distância de 60 milhas.  Chalkokondyles, ao observar a reação do sultão, escreveu: "O sultão ficou tomado de espanto e disse que não era possível privar de seu país um homem que havia feito tais grandes feitos, que tinha uma compreensão tão diabólica de como governar seu reino e seu povo. E ele disse que um homem que havia feito tais coisas valia muito." 
Maomé ordenou que uma trincheira profunda fosse cavada ao redor do acampamento turco para impedir a penetração inimiga e no dia seguinte (22 de junho), os turcos recuaram.  Poucos dias depois, o primo de Vlad, Estêvão III da Moldávia, que queria retomar Akkerman e Chilia, decidiu lançar um ataque contra esta última. Os valáquios correram para o local com 7.000 homens e conseguiram defender a cidade, enquanto feriram Estêvão no pé com fogo de artilharia.  Em 29 de junho, o sultão chegou a Brăila, que ele incendiou, e então navegou para Adrianópolis, onde chegaram em 11 de julho. Em 12 de julho, os turcos convocaram uma celebração por sua "Grande vitória" sobre Vlad Țepeș. Os turcos escravizaram muitos dos habitantes locais, que marcharam para o sul juntamente com 200.000 cabeças de gado e cavalos. 

## Na cultura popular
- O escritor francês Victor Hugo escreveu sobre o conflito em seu poema La Légende des siècles (A Lenda dos Séculos). [40]
- O filme Drácula de Bram Stoker começa em 1462 com a invasão otomana da Valáquia; uma batalha noturna (supostamente este ataque) acontece, terminando com a vitória de Vlad Țepeș.
- O drama de áudio Son of the Dragon, da  Big Finish Productions, retrata a batalha da perspectiva do Quinto Doutor e seus companheiros.
- O filme Dracula Untold, de 2014, inclui uma versão alterada desse ataque, na qual Drácula bloqueia o sol com nuvens negras em vez da batalha ocorrer à noite.
- No videogame Age of Empires II: The Forgotten, esse ataque é mostrado em uma das campanhas finais do Drácula. Depois de matar vários soldados otomanos e sofrer perdas, Drácula desiste do ataque porque percebe que Maomé II fugiu do acampamento antes do ataque começar.
- A série de TV Rise of Empires: Ottoman retrata essa batalha nos episódios 5 e 6 de sua segunda temporada.